# Dumka

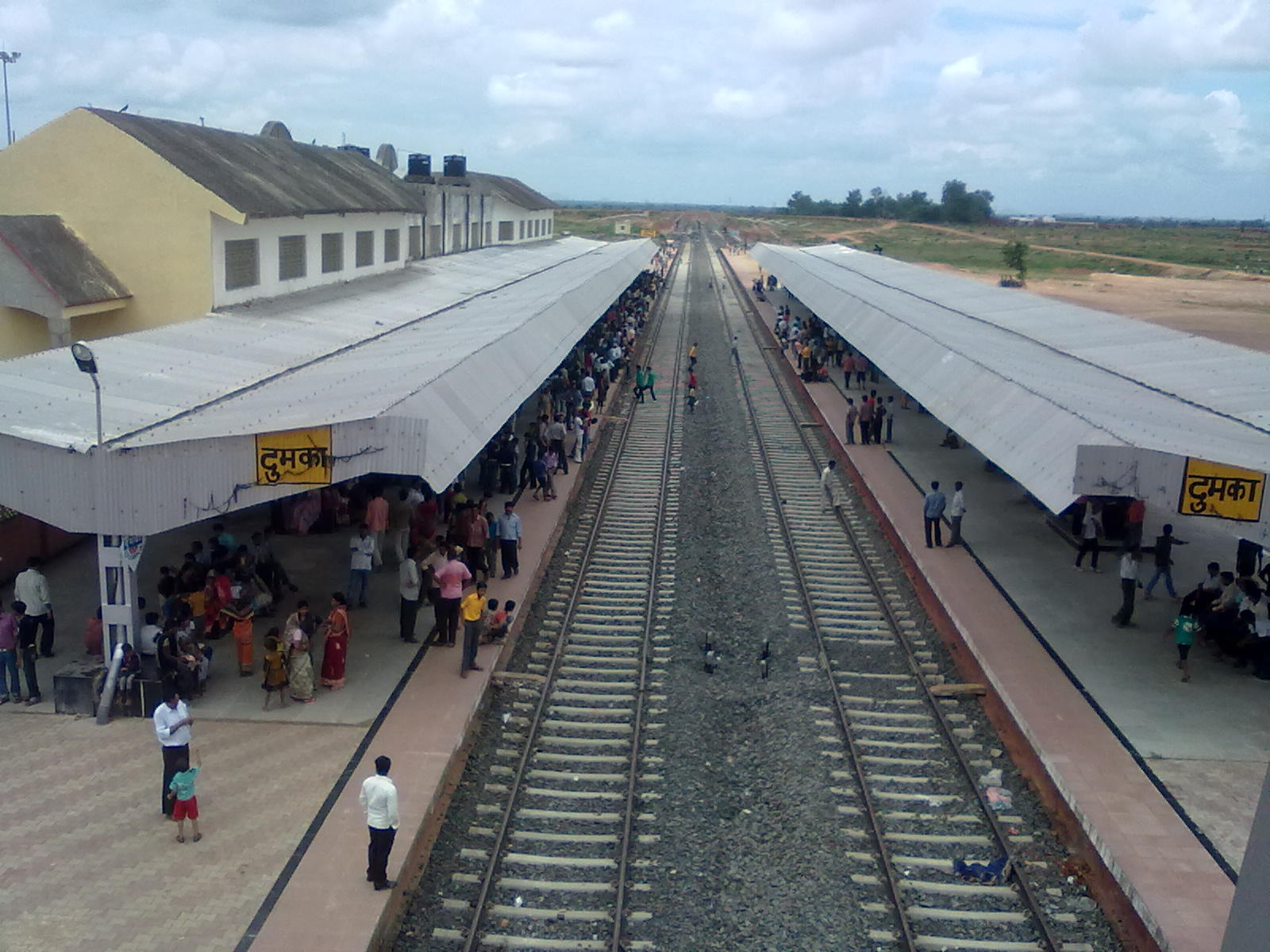
Järnvägsstationen i Dumka.

Dumka (även Naga Dumka) är en stad stad i den indiska delstaten Jharkhand, och är huvudort för ett distrikt med samma namn. Folkmängden uppgick till 47 584 invånare vid folkräkningen 2011.
I den kuperade staden, grundad 1902, och öster om Morfloden, finns en högskola tillhörig Bhagalpuruniversitetet. I Dumka finns även huvudkontoret för Northern Evangelical Lutheran Church, som upprättades av huvudsakligen danskar och norrmän men också svenskar.